# Vladimir Mikhaïlovitch Miassichtchev
Pour les articles homonymes, voir Miassichtchev.
Vladimir Mikhaïlovitch Miassichtchev (en russe : Владимир Михайлович Мясищев) est un ingénieur aéronautique du XXe siècle. Né le 11 octobre 1902 (qui correspond au 28 septembre du calendrier julien utilisé en Russie à cette époque) à Iefremov, il est mort le 14 octobre 1978 à Moscou. Il a fondé le bureau d'études Miassichtchev. 

## Biographie
Après des études commencées à l'Institut central des moteurs d'avions (TsIAM) en 1923 et terminées en 1926 par un diplôme d'ingénieur à l'Université technique d'État de Moscou-Bauman, il travailla tout d'abord à l'institut d'aérohydrodynamique (TsAGI) au développement de voilures de bombardiers (TB-1, TB-3, ANT-20/TB-4). Dès le début des années 1930, il conçut en tant que directeur des études entre autres le bombardier lance-torpilles ANT-41 et le bombardier M-2/DWB-102. Il participa également à l'industrialisation du Lissounov Li-2 de Boris Lissounov. 
Vladimir Miassichtchev fut cependant victime des purges staliniennes dans les années 1938-1940 (voir les procès de Moscou en URSS) et interné sans motif. 
En 1945, il réalisa le bombardier quadriréacteur RB-17. Son avion le plus connu est sans doute le bombardier à long rayon d'action Miassichtchev M-4 (nom de code OTAN Bison). Enfin, il présenta en 1961 le bombardier supersonique Miassichtchev M-50. 
Il était aussi professeur de construction aéronautique à l'institut national de Moscou.